# Omphile Seribe
Omphile Seribe (* 25. Mai 1994) ist ein botswanischer Sprinter, der sich auf den 400-Meter-Lauf spezialisiert hat. Mit der botswanischen 4-mal-400-Meter-Staffel wurde er 2024 in Douala Afrikameister.

## Sportliche Laufbahn
Erste Erfahrungen bei internationalen Meisterschaften sammelte Omphile Seribe im Jahr 2024, als er bei den Afrikaspielen in Accra mit 47,28 s im Halbfinale über 400 Meter ausschied und der botswanischen 4-mal-400-Meter-Staffel zum Finaleinzug verhalf und dadurch zum Gewinn der Silbermedaille beitrug. Im Juni siegte er bei den Afrikameisterschaften in Douala in 3:02,23 min gemeinsam mit Collen Kebinatshipi, Boitumelo Masilo und Leungo Scotch.

## Persönliche Bestzeiten
- 200 Meter: 21,63 s (0,0 m/s), 10. Februar 2024 in Gaborone
- 400 Meter: 45,69 s, 25. Mai 2024 in Potchefstroom